# Qatar Masters 2013
De Qatar Masters 2013 - officieel het Commercialbank Bank Qatar Masters 2013 - was een golftoernooi, dat liep van 23 tot en met 26 januari 2013 en werd gespeeld op de Doha Golf Club in Doha. Het toernooi maakte deel uit van de Europese PGA Tour 2013. Het totale prijzengeld bedroeg € 1.913.171.
Titelverdediger Paul Lawrie, die het toernooi al tweemaal gewonnen had, speelde geen rol van betekenis. De Engelsman Chris Wood won het toernooi.

## Verslag

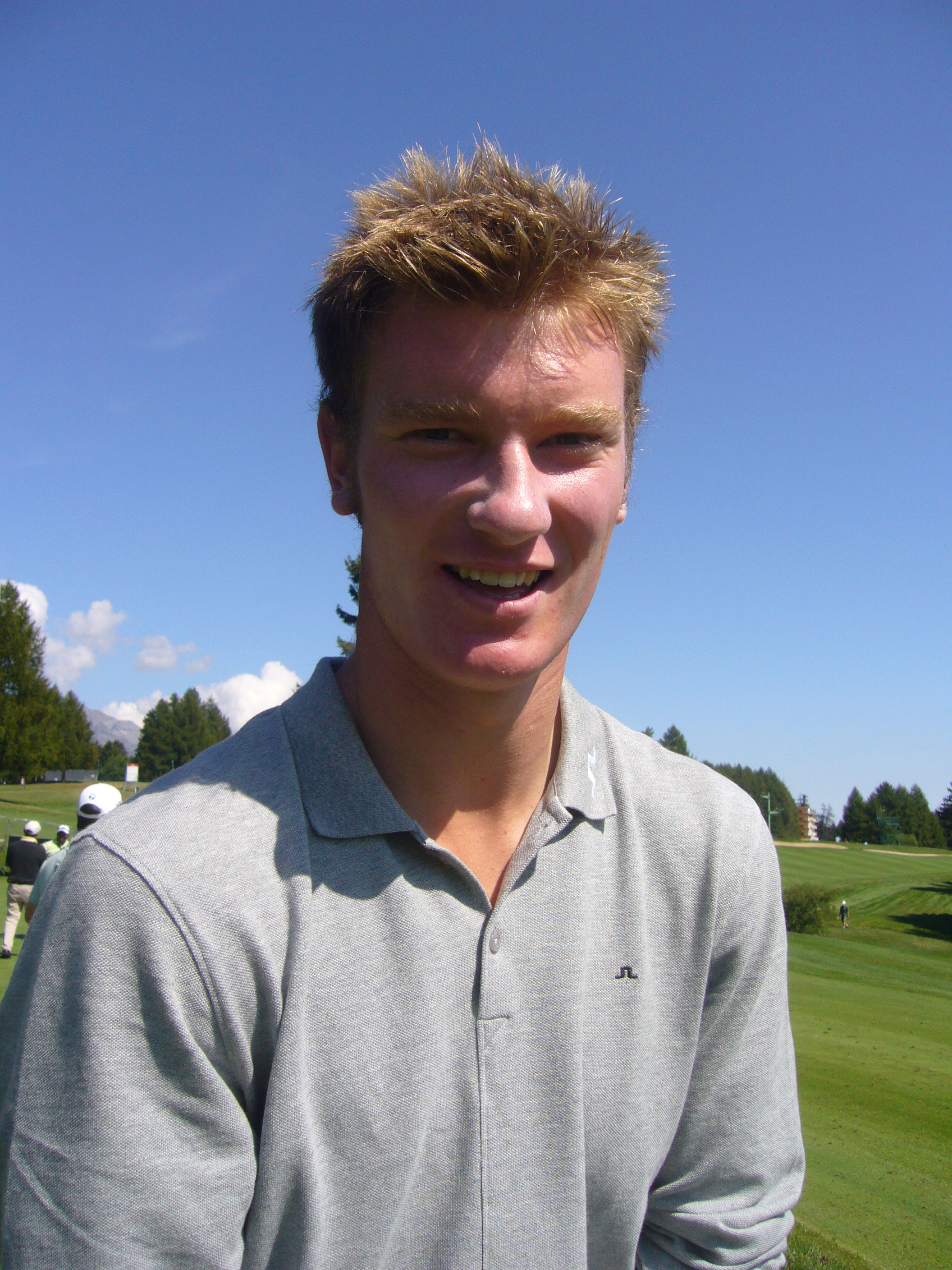
Chris Wood, winnaar 2013

De Portugees Ricardo Santos begon dit toernooi met een mooie ronde van -7. Op zijn hielen zat Fransman Alexandre Kaleka met -6.
Na ronde 2 deelde Santos op -9 de leiding met Martin Kaymer, Marcus Fraser en Sergio García. Paul Lawrie miste de cut met 1 slag.
In ronde 3 werden de leiders ingehaald door de Engelsen Simon Khan, Michael Campbell, Alexander Norén en Chris Wood, die met een ronde van -8 het toernooirecord verbeterden. Chris Wood kwam daarmee aan de leiding. Hij heeft nog nooit op de Europese Tour gewonnen.
Michael Campbell, winnaar van het US Open in 2005, is terug van weggeweest, nadat hij last van blessures had en eind 2012 nog maar net in de top-1000 van de wereldranglijst stond. 
De prestaties van de twee Nederlandse spelers vielen niet mee. Maarten Lafeber miste de cut, Robert-Jan Derksen scoorde +1 in ronde 3 waardoor hij ruim twintig plaatsen zakte.
Ronde 4 kreeg de 24-jarige Chris Wood en de 40-jarige Simon Khan in de laatste partij. Khan maakte een reguliere ronde van 72, Chris Wood maakte een eagle op de laatste hole en won met 1 slag voorsprong. 
| Naam               | Score R1 | Score R1 | Nr  | Score R2 | Score R2 | Totaal | Nr  | Score R3 | Score R3 | Totaal | Nr  | Score R4 | Score R4 | Totaal | Nr  |
| ------------------ | -------- | -------- | --- | -------- | -------- | ------ | --- | -------- | -------- | ------ | --- | -------- | -------- | ------ | --- |
| Chris Wood         | 67       | -5       | T5  | 70       | -2       | -7     | T10 | 64       | -8       | -15    | 1   | 69       | -3       | -18    | 1   |
| George Coetzee     | 69       | -3       | T24 | 67       | -5       | -8     | T5  | 70       | -2       | -10    | T7  | 65       | -7       | -17    | T2  |
| Sergio García      | 69       | -3       | T24 | 66       | -6       | -9     | T1  | 70       | -2       | -11    | T5  | 66       | -6       | -17    | T2  |
| Alexander Norén    | 71       | -1       | T36 | 67       | -5       | -6     | T15 | 66       | -6       | -12    | T2  | 71       | -1       | -13    | T4  |
| Simon Khan         | 67       | -5       | T5  | 73       | +1       | -4     | T31 | 64       | -8       | -12    | T2  | 72       | par      | -12    | T6  |
| Martin Kaymer      | 68       | -4       | T11 | 67       | -5       | -9     | T1  | 72       | par      | -9     | T11 | 70       | -2       | -11    | T9  |
| Michael Campbell   | 68       | -4       | T11 | 68       | -4       | -8     | T5  | 68       | -4       | -12    | T2  | 74       | +2       | -10    | T16 |
| Rafa Cabrera Bello | 71       | -1       | T48 | 72       | par      | -1     | T52 | 72       | par      | -1     | T61 | 64       | -8       | -9     | T22 |
| Marcus Fraser      | 68       | -4       | T11 | 67       | -5       | -9     | T1  | 71       | -1       | -10    | T7  | 73       | +1       | -9     | T22 |
| Ricardo Santos     | 65       | -7       | 1   | 70       | -2       | -9     | T1  | 76       | +4       | -5     | T38 | 68       | -4       | -9     | T22 |
| Robert-Jan Derksen | 71       | -1       | T48 | 69       | -3       | -4     | T31 | 73       | +1       | -3     | T52 | 72       | par      | -3     | T59 |
| Maarten Lafeber    | 72       | par      | T70 | 73       | +1       | +1     | MC  |          |          |        |     |          |          |        |     |

| Leider |  | Toernooirecord |  | MC = missed cut = cut gemist |  | DQ = disqualified |

## Spelers
| - Fredrik Andersson Hed - Felipe Aguilar - Thomas Aiken - Matthew Baldwin - Thomas Bjørn - Rafa Cabrera Bello - Thomas Bjørn (2011) - Richard Bland - Grégory Bourdy - Kristoffer Broberg - Rafa Cabrera Bello - Michael Campbell - Jorge Campillo - Alejandro Cañizares - Magnus A. Carlsson - Paul Casey - Christian Cévaër - SSP Chowrasia - Darren Clarke - George Coetzee - Robert Coles - Robert-Jan Derksen - Chris Doak - Andrew Dodt - Jamie Donaldson - David Drysdale - Victor Dubuisson - Jason Dufner - Simon Dyson - Johan Edfors - Ernie Els (2005) - Niclas Fasth | - Gonzalo Fernández-Castaño - Darren Fichardt (2003) - Richard Finch - Oliver Fisher - Tommy Fleetwood - Mark Foster - Marcus Fraser - Lorenzo Gagli - Stephen Gallacher - Sergio García - Ignacio Garrido - Jean-Baptiste Gonnet - Ricardo González - Retief Goosen (2007) - Branden Grace - Richard Green - Emiliano Grillo - Todd Hamilton - Anders Hansen - JB Hansen - Peter Hanson - Pádraig Harrington - Andreas Hartø - Grégory Havret - Scott Henry - Michael Hoey - Keith Horne - David Horsey - David Howell - Mikko Ilonen - Raphaël Jacquelin - Thongchai Jaidee | - Scott Jamieson - Alexandre Kaleka - Martin Kaymer - Simon Khan - Søren Kjeldsen - Espen Kofstad - Jbe' Kruger - Maarten Lafeber - José Manuel Lara - Pablo Larrazábal - Paul Lawrie (1999, 2012) - Peter Lawrie - Craig Lee - Thomas Levet - Tom Lewis - Wenchong Liang - Gary Lockerbie - Shane Lowry - Joost Luiten - Matteo Manassero - Gareth Maybin - Paul McGinley - Damien McGrane - Rory McIlroy - Prom Meesawat - Edoardo Molinari - Francesco Molinari - Colin Montgomerie - James Morrison - Garth Mulroy - Alexander Norén - José María Olazábal | - Thorbjørn Olesen - Louis Oosthuizen - Hennie Otto - Chris Paisley - Phillip Price - Julien Quesne - Richie Ramsay - Robert Rock - Justin Rose - Brett Rumford - Ricardo Santos - Marcel Siem - Jeev Milkha Singh - Joel Sjöholm - Lee Slattery - Henrik Stenson (2006) - Graeme Storm - Alessandro Tadini - Jaco van Zyl - Simon Wakefield - Anthony Wall - Paul Waring - Marc Warren - Romain Wattel - Steve Webster - Peter Whiteford - Martin Wiegele - Bernd Wiesberger - Danny Willett - Chris Wood - Fabrizio Zanotti Invitaties - Joshua Thornton |